# Metin Altıok
Metin Altıok (* 14. März 1941 in Bergama/İzmir; † 9. Juli 1993 in Sivas) war ein türkischer Dichter alevitischen Glaubens.

## Leben
Metin Altıok besuchte die Schule bis zum Abschluss der Oberschule in Kayseri. In Ankara studierte er Philosophie. Nach Abschluss des Studiums arbeitete er als Beamter und ließ sich dann als Lehrer in den Schuldienst versetzen.
Er unterrichtete in verschiedenen Städten Anatoliens, so auch für mehrere Jahre an einer İmam-Hatip-Schule in Bingöl.
Im Jahr 1976 veröffentlichte er seinen ersten Gedichtband Gezgin („Umherziehend“); im Jahr 1978 erschien Yerleşik yabancı („Der ansässige Fremde“). Bis 1992 folgten weitere acht Bände. Für seine Arbeiten wurde Metin Altıok mit mehreren Literaturpreisen ausgezeichnet. Neben seiner schriftstellerischen Arbeit zeichnete er mit Feder und Kohle.
Er fiel am 2. Juli 1993 dem Brandanschlag von Sivas zum Opfer. Fazıl Say komponierte ihm zum Gedenken das Requiem für Metin Altıok (2003).

## Werke
- 1976: Gezgin
- 1978: Yerleşik yabancı
- 1981: Küçük tragedyalar
- 1987: İpek ve klabtan
- 1990: Dörtlükler ve desenler
- 1991: Süveyda
- 1992: Alaturka şiirleri
- 1992: Şiirin ilk atlası
- 1993: Hesap işi şiirler
- 1998: Bir acıya kiracı (Sammlung von Gedichten)

## Preise
- 1979: Ahmet-Telli-Gedichtspreis
- 1990: Cemal-Süreya-Gedichtspreis